# Llista d'ocells d'Austràlia
Aquesta llista d'ocells d'Austràlia inclou totes les espècies d'ocells trobats a Austràlia: 872, de les quals 331 en són endemismes, 4 en són endemismes reproductors, 61 es troben globalment amenaçades d'extinció i 31 hi foren introduïdes.
Els ocells s'ordenen per famílies i espècies.

## Struthioniiformes

### Struthionidae
- Struthio camelus

### Casuariidae
- Casuarius casuarius
- Dromaius novaehollandiae
- Dromaius ater -
- Dromaius baudinianus -

## Galliformes

### Megapodiidae
- Alectura lathami
- Leipoa ocellata
- Megapodius reinwardt

### Phasianidae
- Coturnix pectoralis
- Coturnix ypsilophora
- Coturnix chinensis
- Gallus gallus
- Phasianus colchicus
- Pavo cristatus
- Meleagris gallopavo

### Odontophoridae
- Callipepla californica

## Anseriformes

### Anseranatidae
- Anseranas semipalmata

### Anatidae
- Dendrocygna eytoni
- Dendrocygna arcuata
- Oxyura australis
- Biziura lobata
- Stictonetta naevosa
- Cygnus olor
- Cygnus atratus
- Branta canadensis
- Cereopsis novaehollandiae
- Tadorna tadornoides
- Tadorna variegata
- Tadorna radjah
- Chenonetta jubata
- Nettapus coromandelianus
- Nettapus pulchellus
- Anas platyrhynchos
- Anas superciliosa
- Anas rhynchotis
- Anas clypeata
- Anas gracilis
- Anas castanea
- Anas acuta
- Anas querquedula
- Malacorhynchus membranaceus
- Aythya australis

## Podicipediformes

### Podicipedidae
- Tachybaptus novaehollandiae
- Poliocephalus poliocephalus
- Podiceps cristatus

## Sphenisciformes

### Spheniscidae
- Aptenodytes patagonicus
- Aptenodytes forsteri
- Pygoscelis papua
- Pygoscelis adeliae
- Pygoscelis antarctica
- Eudyptes chrysocome
- Eudyptes pachyrhynchus
- Eudyptes robustus
- Eudyptes sclateri
- Eudyptes chrysolophus
- Eudyptes schlegeli
- Eudyptula minor
- Spheniscus magellanicus

## Procellariiformes

### Procellariidae
- Pelecanoides urinatrix
- Pelecanoides georgicus
- Macronectes giganteus
- Macronectes halli
- Fulmarus glacialoides
- Thalassoica antarctica
- Daption capense
- Pagodroma nivea
- Lugensa brevirostris
- Pseudobulweria rostrata
- Pterodroma macroptera
- Pterodroma lessonii
- Pterodroma solandri
- Pterodroma neglecta
- Pterodroma arminjoniana
- Pterodroma mollis
- Pterodroma inexpectata
- Pterodroma externa
- Pterodroma cervicalis
- Pterodroma baraui
- Pterodroma nigripennis
- Pterodroma cookii
- Pterodroma leucoptera
- Halobaena caerulea
- Pachyptila vittata
- Pachyptila salvini
- Pachyptila desolata
- Pachyptila belcheri
- Pachyptila turtur
- Pachyptila crassirostris
- Bulweria bulwerii
- Procellaria aequinoctialis
- Procellaria westlandica
- Procellaria parkinsoni
- Procellaria cinerea
- Calonectris leucomelas
- Puffinus pacificus
- Puffinus bulleri
- Puffinus carneipes
- Puffinus creatopus
- Puffinus gravis
- Puffinus griseus
- Puffinus tenuirostris
- Puffinus puffinus
- Puffinus gavia
- Puffinus huttoni
- Puffinus lherminieri
- Puffinus assimilis
- Puffinus auricularis

### Diomedeidae
- Diomedea exulans
- Diomedea dabbenena
- Diomedea antipodensis
- Diomedea gibsoni
- Diomedea epomophora
- Diomedea sanfordi
- Diomedea amsterdamensis
- Phoebastria immutabilis
- Thalassarche melanophrys
- Thalassarche impavida
- Thalassarche bulleri
- Thalassarche platei
- Thalassarche cauta
- Thalassarche steadi
- Thalassarche salvini
- Thalassarche eremita
- Thalassarche chlororhynchos
- Thalassarche carteri
- Thalassarche chrysostoma
- Phoebetria fusca
- Phoebetria palpebrata

### Hydrobatidae
- Oceanites oceanicus
- Garrodia nereis
- Pelagodroma marina
- Fregetta tropica
- Fregetta grallaria
- Oceanodroma leucorhoa
- Oceanodroma matsudairae

## Pelecaniformes

### Phaethontidae
- Phaethon rubricauda
- Phaethon lepturus

### Sulidae
- Papasula abbotti
- Morus capensis
- Morus serrator
- Sula dactylatra
- Sula tasmani -
- Sula sula
- Sula leucogaster

### Anhingidae
- Anhinga melanogaster

### Phalacrocoracidae
- Phalacrocorax melanoleucos
- Phalacrocorax fuscescens
- Phalacrocorax varius
- Phalacrocorax sulcirostris
- Phalacrocorax carbo
- Leucocarbo atriceps

### Pelecanidae
- Pelecanus conspicillatus

### Fregatidae
- Fregata minor
- Fregata ariel
- Fregata andrewsi

## Ciconiiformes

### Ardeidae
- Egretta novaehollandiae
- Egretta garzetta
- Egretta sacra
- Ardea pacifica
- Ardea sumatrana
- Ardea picata
- Ardea alba
- Ardea intermedia
- Ardea ibis
- Butorides striatus
- Nycticorax nycticorax
- Nycticorax caledonicus
- Gorsachius melanolophus
- Ixobrychus minutus
- Ixobrychus sinensis
- Ixobrychus flavicollis
- Botaurus poiciloptilus

### Threskiornithidae
- Plegadis falcinellus
- Threskiornis molucca
- Threskiornis spinicollis
- Platalea regia
- Platalea flavipes

### Ciconiidae
- Ephippiorhynchus asiaticus

## Phoenicopteriformes

### Phoenicopteridae
- Phoenicopterus ruber

## Falconiformes

### Accipitridae
- Pandion haliaetus
- Aviceda subcristata
- Elanus axillaris
- Elanus scriptus
- Lophoictinia isura
- Hamirostra melanosternon
- Milvus migrans
- Haliastur sphenurus
- Haliastur indus
- Haliaeetus leucogaster
- Circus assimilis
- Circus approximans
- Accipiter fasciatus
- Accipiter novaehollandiae
- Accipiter cirrocephalus
- Erythrotriorchis radiatus
- Aquila gurneyi
- Aquila audax
- Hieraaetus morphnoides

### Falconidae
- Falco berigora
- Falco longipennis
- Falco hypoleucos
- Falco subniger
- Falco peregrinus
- Falco cenchroides

## Gruiformes

### Gruidae
- Grus antigone
- Grus rubicunda

### Rallidae
- Rallina tricolor
- Rallina fasciata
- Gallirallus philippensis
- Gallirallus sylvestris
- Rallus pectoralis
- Amaurornis olivaceus
- Amaurornis phoenicurus
- Porzana pusilla
- Porzana fluminea
- Porzana fusca
- Porzana tabuensis
- Porzana cinerea
- Eulabeornis castaneoventris
- Gallicrex cinerea
- Porphyrio porphyrio
- Porphyrio albus -
- Gallinula tenebrosa
- Gallinula ventralis
- Gallinula mortierii
- Fulica atra

### Otididae
- Ardeotis australis

## Turniciformes

### Turnicidae
- Turnix maculosa
- Turnix velox
- Turnix pyrrhothorax
- Turnix castanota
- Turnix olivii
- Turnix varia
- Turnix melanogaster

## Charadriiformes

### Pedionomidae
- Pedionomus torquatus

### Scolopacidae
- Gallinago hardwickii
- Gallinago stenura
- Gallinago megala
- Limosa limosa
- Limosa haemastica
- Limosa lapponica
- Numenius minutus
- Numenius phaeopus
- Numenius madagascariensis
- Bartramia longicauda
- Tringa erythropus
- Tringa totanus
- Tringa stagnatilis
- Tringa nebularia
- Tringa flavipes
- Tringa glareola
- Tringa ochropus
- Xenus cinereus
- Actitis hypoleucos
- Heteroscelus brevipes
- Heteroscelus incana
- Arenaria interpres
- Limnodromus semipalmatus
- Limnodromus griseus
- Calidris tenuirostris
- Calidris canutus
- Calidris alba
- Calidris minuta
- Calidris ruficollis
- Calidris subminuta
- Calidris fuscicollis
- Calidris bairdii
- Calidris melanotos
- Calidris acuminata
- Calidris alpina
- Calidris ferruginea
- Micropalama himantopus
- Tryngites subruficollis
- Limicola falcinellus
- Philomachus pugnax
- Phalaropus tricolor
- Phalaropus lobatus
- Phalaropus fulicarius

### Rostratulidae
- Rostratula australis

### Jacanidae
- Irediparra gallinacea
- Hydrophasianus chirurgus

### Chionididae
- Chionis minor

### Burhinidae
- Burhinus grallarius
- Esacus neglectus

### Haematopodidae
- Haematopus longirostris
- Haematopus fuliginosus
- Haematopus finschi

### Recurvirostridae
- Himantopus himantopus
- Cladorhynchus leucocephalus
- Recurvirostra novaehollandiae

### Charadriidae
- Pluvialis fulva
- Pluvialis squatarola
- Charadrius hiaticula
- Charadrius dubius
- Charadrius alexandrinus
- Charadrius ruficapillus
- Charadrius bicinctus
- Charadrius mongolus
- Charadrius leschenaultii
- Charadrius asiaticus
- Charadrius veredus
- Charadrius australis
- Elseyornis melanops
- Thinornis rubricollis
- Erythrogonys cinctus
- Vanellus tricolor
- Vanellus miles
- Vanellus cinereus

### Glareolidae
- Glareola maldivarum
- Stiltia isabella

### Laridae
- Catharacta lonnbergi
- Catharacta maccormicki
- Stercorarius pomarinus
- Stercorarius parasiticus
- Stercorarius longicauda
- Larus pacificus
- Larus crassirostris
- Larus dominicanus
- Larus novaehollandiae
- Larus ridibundus
- Larus atricilla
- Larus pipixcan
- Larus sabini
- Sterna nilotica
- Sterna caspia
- Sterna bengalensis
- Sterna bergii
- Sterna dougallii
- Sterna striata
- Sterna sumatrana
- Sterna hirundo
- Sterna paradisaea
- Sterna vittata
- Sterna albifrons
- Sterna nereis
- Sterna anaethetus
- Sterna fuscata
- Chlidonias hybridus
- Chlidonias leucopterus
- Chlidonias niger
- Anous stolidus
- Anous minutus
- Anous tenuirostris
- Procelsterna cerulea
- Gygis alba

## Columbiformes

### Columbidae
- Hemiphaga novaeseelandiae -
- Gallicolumba norfolciensis -
- Columba vitiensis
- Columba livia
- Columba leucomela
- Streptopelia senegalensis
- Streptopelia chinensis
- Macropygia amboinensis
- Chalcophaps indica
- Phaps chalcoptera
- Phaps elegans
- Phaps histrionica
- Ocyphaps lophotes
- Geophaps plumifera
- Geophaps smithii
- Geophaps scripta
- Petrophassa albipennis
- Petrophassa rufipennis
- Geopelia cuneata
- Geopelia striata
- Geopelia humeralis
- Leucosarcia melanoleuca
- Ptilinopus cinctus
- Ptilinopus magnificus
- Ptilinopus superbus
- Ptilinopus regina
- Ducula concinna
- Ducula whartoni
- Ducula mullerii
- Ducula bicolor
- Lopholaimus antarcticus

## Psittaciformes

### Cacatuidae
- Probosciger aterrimus
- Calyptorhynchus banksii
- Calyptorhynchus lathami
- Calyptorhynchus funereus
- Calyptorhynchus latirostris
- Calyptorhynchus baudinii
- Callocephalon fimbriatum
- Eolophus roseicapilla
- Cacatua tenuirostris
- Cacatua pastinator
- Cacatua sanguinea
- Cacatua leadbeateri
- Cacatua galerita
- Nymphicus hollandicus

### Psittacidae
- Trichoglossus haematodus
- Trichoglossus chlorolepidotus
- Psitteuteles versicolor
- Glossopsitta concinna
- Glossopsitta pusilla
- Glossopsitta porphyrocephala
- Eclectus roratus
- Geoffroyus geoffroyi
- Cyclopsitta diophthalma
- Alisterus scapularis
- Aprosmictus erythropterus
- Polytelis swainsonii
- Polytelis anthopeplus
- Polytelis alexandrae
- Platycercus caledonicus
- Platycercus elegans
- Platycercus eximius
- Platycercus adscitus
- Platycercus venustus
- Platycercus icterotis
- Barnardius zonarius
- Purpureicephalus spurius
- Northiella haematogaster
- Lathamus discolor
- Psephotus haematonotus
- Psephotus varius
- Psephotus chrysopterygius
- Psephotus dissimilis
- Cyanoramphus novaezelandiae
- Melopsittacus undulatus
- Neopsephotus bourkii
- Neophema chrysostoma
- Neophema elegans
- Neophema petrophila
- Neophema chrysogaster
- Neophema pulchella
- Neophema splendida
- Pezoporus wallicus
- Pezoporus occidentalis
- Nestor productus -
- Psephotus pulcherrimus -

## Cuculiformes

### Cuculidae
- Cuculus saturatus
- Cuculus pallidus
- Cacomantis variolosus
- Cacomantis castaneiventris
- Cacomantis flabelliformis
- Chrysococcyx osculans
- Chrysococcyx basalis
- Chrysococcyx lucidus
- Chrysococcyx minutillus
- Chrysococcyx russatus
- Eudynamys scolopacea
- Eudynamys taitensis
- Scythrops novaehollandiae

### Centropodidae
- Centropus phasianinus

## Strigiformes

### Strigidae
- Ninox strenua
- Ninox rufa
- Ninox connivens
- Ninox novaeseelandiae
- Ninox scutulata
- Ninox natalis

### Tytonidae
- Tyto tenebricosa
- Tyto multipunctata
- Tyto novaehollandiae
- Tyto alba
- Tyto longimembris

## Caprimulgiformes

### Podargidae
- Podargus strigoides
- Podargus papuensis
- Podargus ocellatus

### Caprimulgidae
- Eurostopodus mystacalis
- Eurostopodus argus
- Caprimulgus macrurus
- Caprimulgus affinis

### Aegothelidae
- Aegotheles cristatus

## Apodiformes

### Apodidae
- Collocalia esculenta
- Collocalia spodiopygius
- Collocalia vanikorensis
- Hirundapus caudacutus
- Apus pacificus
- Apus affinis

## Coraciiformes

### Alcedinidae
- Alcedo azurea
- Alcedo pusilla

### Halcyonidae
- Tanysiptera sylvia
- Dacelo novaeguineae
- Dacelo leachii
- Syma torotoro
- Todiramphus macleayii
- Todiramphus pyrrhopygia
- Todiramphus sanctus
- Todiramphus chloris

### Meropidae
- Merops ornatus

### Coraciidae
- Eurystomus orientalis

## Passeriformes

### Pittidae
- Pitta erythrogaster
- Pitta moluccensis
- Pitta versicolor
- Pitta iris

### Menuridae
- Menura alberti
- Menura novaehollandiae

### Atrichornithidae
- Atrichornis rufescens
- Atrichornis clamosus

### Climacteridae
- Cormobates leucophaeus
- Climacteris affinis
- Climacteris erythrops
- Climacteris picumnus
- Climacteris melanura
- Climacteris rufa

### Maluridae
- Malurus coronatus
- Malurus cyaneus
- Malurus splendens
- Malurus lamberti
- Malurus amabilis
- Malurus pulcherrimus
- Malurus elegans
- Malurus leucopterus
- Malurus melanocephalus
- Stipiturus malachurus
- Stipiturus mallee
- Stipiturus ruficeps
- Amytornis barbatus
- Amytornis housei
- Amytornis woodwardi
- Amytornis dorotheae
- Amytornis striatus
- Amytornis merrotsyi
- Amytornis goyderi
- Amytornis textilis
- Amytornis purnelli
- Amytornis ballarae

### Pardalotidae
- Pardalotus punctatus
- Pardalotus quadragintus
- Pardalotus rubricatus
- Pardalotus striatus
- Dasyornis brachypterus
- Dasyornis longirostris
- Dasyornis broadbenti
- Pycnoptilus floccosus
- Origma solitaria
- Oreoscopus gutturalis
- Sericornis citreogularis
- Sericornis frontalis
- Sericornis humilis
- Sericornis keri
- Sericornis magnirostris
- Sericornis beccarii
- Acanthornis magnus
- Hylacola pyrrhopygia
- Hylacola cauta
- Calamanthus fuliginosus
- Calamanthus campestris
- Pyrrholaemus brunneus
- Chthonicola sagittatus
- Smicrornis brevirostris
- Gerygone mouki
- Gerygone modesta
- Gerygone tenebrosa
- Gerygone levigaster
- Gerygone insularis
- Gerygone fusca
- Gerygone magnirostris
- Gerygone chloronotus
- Gerygone palpebrosa
- Gerygone olivacea
- Acanthiza katherina
- Acanthiza pusilla
- Acanthiza apicalis
- Acanthiza ewingii
- Acanthiza uropygialis
- Acanthiza robustirostris
- Acanthiza inornata
- Acanthiza reguloides
- Acanthiza iredalei
- Acanthiza chrysorrhoa
- Acanthiza nana
- Acanthiza lineata
- Aphelocephala leucopsis
- Aphelocephala pectoralis
- Aphelocephala nigricincta

### Meliphagidae
- Anthochaera carunculata
- Anthochaera paradoxa
- Anthochaera chrysoptera
- Anthochaera lunulata
- Acanthagenys rufogularis
- Plectorhyncha lanceolata
- Philemon buceroides
- Philemon argenticeps
- Philemon corniculatus
- Philemon citreogularis
- Xanthomyza phrygia
- Entomyzon cyanotis
- Manorina melanophrys
- Manorina melanocephala
- Manorina flavigula
- Manorina melanotis
- Xanthotis macleayana
- Xanthotis flaviventer
- Meliphaga lewinii
- Meliphaga notata
- Meliphaga gracilis
- Meliphaga albilineata
- Lichenostomus frenatus
- Lichenostomus hindwoodi
- Lichenostomus chrysops
- Lichenostomus virescens
- Lichenostomus versicolor
- Lichenostomus fasciogularis
- Lichenostomus unicolor
- Lichenostomus flavus
- Lichenostomus leucotis
- Lichenostomus flavicollis
- Lichenostomus melanops
- Lichenostomus cratitius
- Lichenostomus keartlandi
- Lichenostomus ornatus
- Lichenostomus plumulus
- Lichenostomus fuscus
- Lichenostomus flavescens
- Lichenostomus penicillatus
- Melithreptus gularis
- Melithreptus validirostris
- Melithreptus brevirostris
- Melithreptus albogularis
- Melithreptus lunatus
- Melithreptus affinis
- Glycichaera fallax
- Lichmera indistincta
- Trichodere cockerelli
- Grantiella picta
- Phylidonyris pyrrhoptera
- Phylidonyris novaehollandiae
- Phylidonyris nigra
- Phylidonyris albifrons
- Phylidonyris melanops
- Ramsayornis modestus
- Ramsayornis fasciatus
- Conopophila albogularis
- Conopophila rufogularis
- Conopophila whitei
- Acanthorhynchus tenuirostris
- Acanthorhynchus superciliosus
- Certhionyx pectoralis
- Certhionyx niger
- Certhionyx variegatus
- Myzomela obscura
- Myzomela erythrocephala
- Myzomela sanguinolenta
- Epthianura tricolor
- Epthianura aurifrons
- Epthianura crocea
- Epthianura albifrons
- Ashbyia lovensis

### Petroicidae
- Microeca fascinans
- Microeca flavigaster
- Microeca griseoceps
- Petroica multicolor
- Petroica goodenovii
- Petroica phoenicea
- Petroica rosea
- Petroica rodinogaster
- Melanodryas cucullata
- Melanodryas vittata
- Tregellasia capito
- Tregellasia leucops
- Eopsaltria australis
- Eopsaltria griseogularis
- Eopsaltria georgiana
- Eopsaltria pulverulenta
- Poecilodryas superciliosa
- Heteromyias albispecularis
- Drymodes superciliaris
- Drymodes brunneopygia

### Orthonychidae
- Orthonyx temminckii
- Orthonyx spaldingii
- Orthonyx hulpandii

### Pomatostomidae
- Pomatostomus temporalis
- Pomatostomus superciliosus
- Pomatostomus halli
- Pomatostomus ruficeps

### Cinclosomatidae
- Psophodes olivaceus
- Psophodes nigrogularis
- Psophodes cristatus
- Psophodes occidentalis
- Cinclosoma punctatum
- Cinclosoma castanotum
- Cinclosoma cinnamomeum
- Cinclosoma castaneothorax

### Neosittidae
- Daphoenositta chrysoptera

### Pachycephalidae
- Falcunculus frontatus
- Oreoica gutturalis
- Pachycephala olivacea
- Pachycephala rufogularis
- Pachycephala inornata
- Pachycephala pectoralis
- Pachycephala melanura
- Pachycephala simplex
- Pachycephala rufiventris
- Pachycephala lanioides
- Colluricincla megarhyncha
- Colluricincla boweri
- Colluricincla woodwardi
- Colluricincla harmonica

### Dicruridae
- Machaerirhynchus flaviventer
- Monarcha melanopsis
- Monarcha frater
- Monarcha trivirgatus
- Monarcha leucotis
- Arses telescophthalmus
- Arses kaupi
- Myiagra ruficollis
- Myiagra rubecula
- Myiagra cyanoleuca
- Myiagra alecto
- Myiagra inquieta
- Grallina cyanoleuca
- Rhipidura rufifrons
- Rhipidura fuliginosa
- Rhipidura cervina -
- Rhipidura phasiana
- Rhipidura rufiventris
- Rhipidura leucophrys
- Dicrurus bracteatus

### Campephagidae
- Coracina novaehollandiae
- Coracina lineata
- Coracina papuensis
- Coracina tenuirostris
- Coracina maxima
- Lalage sueurii
- Lalage leucomela
- Lalage leucopyga

### Oriolidae
- Oriolus flavocinctus
- Oriolus sagittatus
- Sphecotheres viridis

### Artamidae
- Artamus leucorynchus
- Artamus personatus
- Artamus superciliosus
- Artamus cinereus
- Artamus cyanopterus
- Artamus minor
- Cracticus quoyi
- Cracticus torquatus
- Cracticus mentalis
- Cracticus nigrogularis
- Gymnorhina tibicen
- Strepera graculina
- Strepera fuliginosa
- Strepera versicolor

### Paradisaeidae
- Ptiloris paradiseus
- Ptiloris victoriae
- Ptiloris magnificus
- Manucodia keraudrenii

### Corvidae
- Corvus coronoides
- Corvus tasmanicus
- Corvus mellori
- Corvus bennetti
- Corvus orru

### Corcoracidae
- Corcorax melanorhamphos
- Struthidea cinerea

### Laniidae
- Lanius cristatus

### Ptilonorhynchidae
- Ailuroedus melanotis
- Ailuroedus crassirostris
- Scenopoeetes dentirostris
- Prionodura newtoniana
- Sericulus chrysocephalus
- Ptilonorhynchus violaceus
- Chlamydera maculata
- Chlamydera guttata
- Chlamydera nuchalis
- Chlamydera cerviniventris

### Alaudidae
- Mirafra javanica
- Alauda arvensis

### Motacillidae
- Anthus novaeseelandiae
- Anthus cervinus
- Motacilla flava
- Motacilla citreola
- Motacilla cinerea
- Motacilla alba
- Motacilla lugens

### Passeridae
- Passer domesticus
- Passer montanus
- Taeniopygia guttata
- Taeniopygia bichenovii
- Poephila acuticauda
- Poephila cincta
- Poephila personata
- Neochmia phaeton
- Neochmia ruficauda
- Neochmia modesta
- Neochmia temporalis
- Stagonopleura guttata
- Stagonopleura bella
- Stagonopleura oculata
- Emblema pictum
- Lonchura punctulata
- Lonchura flaviprymna
- Lonchura castaneothorax
- Lonchura oryzivora
- Lonchura pallida
- Heteromunia pectoralis
- Erythrura trichroa
- Erythrura gouldiae

### Fringillidae
- Fringilla coelebs
- Carduelis chloris
- Carduelis carduelis
- Carduelis flammea

### Emberizidae
- Emberiza citrinella

### Nectariniidae
- Nectarinia jugularis

### Dicaeidae
- Dicaeum hirundinaceum
- Dicaeum geelvinkianum

### Hirundinidae
- Cheramoeca leucosternus
- Hirundo rustica
- Hirundo neoxena
- Hirundo daurica
- Hirundo nigricans
- Hirundo ariel
- Hirundo dasypus

### Pycnonotidae
- Pycnonotus jocosus

### Sylviidae
- Acrocephalus stentoreus
- Acrocephalus orientalis
- Phylloscopus borealis
- Megalurus timoriensis
- Megalurus gramineus
- Eremiornis carteri
- Cincloramphus mathewsi
- Cincloramphus cruralis
- Cisticola juncidis
- Cisticola exilis

### Zosteropidae
- Zosterops natalis
- Zosterops citrinella
- Zosterops luteus
- Zosterops lateralis
- Zosterops strenuus -
- Zosterops tenuirostris -
- Zosterops albogularis

### Muscicapidae
- Zoothera lunulata
- Zoothera heinei
- Turdus merula
- Turdus poliocephalus
- Turdus philomelos
- Ficedula narcissina
- Cyanoptila cyanomelana
- Monticola solitarius

### Sturnidae
- Aplonis fusca -
- Aplonis metallica
- Aplonis cantoroides
- Sturnus vulgaris
- Acridotheres tristis[1]